# Brandon Johnson
Brandon Johnson (Elgin, 27 marzo 1976) è un politico e docente statunitense, sindaco di Chicago a partire dal 15 maggio 2023.

## Biografia
Primo di dieci fratelli, Brandon Johnson ha lavorato come insegnante di studi sociali alla Jenner Academy Elementary e al George Westinghouse College Prep, entrambi parte del sistema delle scuole pubbliche di Chicago. È diventato un organizzatore della Chicago Teachers Union nel 2011 e ha contribuito a organizzare lo sciopero degli insegnanti di Chicago del 2012. Ha anche contribuito a condurre campagne sul campo durante le elezioni del sindaco e dell'assessore di Chicago del 2015.
Nel 2018 viene eletto come membro della commissione nel 1º distretto del Consiglio della contea di Cook. Nel 2019 ha appoggiato il candidato Toni Preckwinkle in vista del primo turno delle elezioni comunali di Chicago. Nello stesso anno ha anche sostenuto la candidatura di Elizabeth Warren alle primarie presidenziali del Partito Democratico del 2020. Nel 2023 si candidò a sindaco di Chicago contro l'uscente Lori Lightfoot, la quale poi è risultata sconfitta al primo turno del 28 febbraio arrivando al terzo posto con il 16,8%. Al secondo turno del 4 aprile venne eletto sindaco con il 52,2% dei voti battendo lo sfidante Paul Vallas. Entra ufficialmente in carica il 15 maggio.